# Pareclectis
Pareclectis is een geslacht van vlinders uit de familie mineermotten (Gracillariidae).
Het geslacht omvat volgende soorten:
- Pareclectis adelospila Vári, 1961
- Pareclectis hobohmi Vári, 1961
- Pareclectis invita (Meyrick, 1912)
- Pareclectis leucosticha Vári, 1961
- Pareclectis mimetis Vári, 1961
- Pareclectis prionota (Meyrick, 1928)